# The Wonderful World of Antônio Carlos Jobim
The Wonderful World of Antônio Carlos Jobim — студийный альбом бразильского музыканта Антониу Карлоса Жобина, выпущенный в 1965 году на лейбле Warner Bros. Records при участии аранжировщика Нельсона Риддла.

## Об альбоме
Альбом записан в 1965 году для лейбла Warner Bros. в Лос-Анджелесе. В отличие от предыдущего, инструментального, во втором альбоме Жобин поёт. Несмотря на сопровождение оркестра и аранжировку Нельсона Риддла это далось Жобину нелегко. Хорошо известно, что он чувствовал себя почти новичком и очень нервничал во время записи с музыкантом, который всю жизнь сотрудничал с Фрэнком Синатрой.
Три песни были спеты на английском, остальные — на португальском. Две композиции, «Bonita» и «Surfboard» ранее не исполнялись, первая из них имела английский текст, вторая была инструментальной.

## Отзывы критиков
| Оценки критиков                            | Оценки критиков |
| Источник                                   | Оценка          |
| ------------------------------------------ | --------------- |
| AllMusic                                   | [ 4 ]           |
| The New Rolling Stone Album Guide          | [ 5 ]           |
| The Rolling Stone Jazz & Blues Album Guide | [ 6 ]           |

Биограф Нельсона Риддла, Питер Дж. Левинсон, написал: «Самым красивым альбомом, который Нельсон когда-либо аранжировал за всю свою карьеру, был The Wonderful World of Antônio Carlos Jobim, записанный в 1965 году. На самом деле внутренняя работа комбинации Жобин / Риддл — нежность и чувственность, которые преобладали на протяжении всей этой записи, — показала, насколько Нельсон и Том Жобин были родственными душами…. Нельсон использовал смесь флейт, тромбонов и струнных, чтобы идеально передать романтизм самбы. Вокал и гитара Жобина на португальском и английском с сильным акцентом органично сочетались с аранжировками Нельсона».
Рецензент журнала Billboard отметил, что композитор создаёт захватывающее бразильское настроение, когда поёт и исполняет целую программу из своего материала при поддержке блистательного оркестра, а интригующий «Indi», по его мнению, — ещё одна выдающаяся вещь. В другом обзоре журнала написали, что все композиции восхитительно исполнены.
Джон Буш в обзоре AllMusic был более критичен к альбому, заявив, что многообещающий дуэт ограничен «удивительно безопасными» аранжировками Риддла и «дрожащим вокалом» Жобина. Тем не менее, Буш высоко оценил тонкую интерпретацию Жобином таких песен, как «Dindi» и «A Felicidade», и назвал «She’s a Carioca» веселым продолжением «The Girl from Ipanema».

## Список композиций
Вся музыка написана Антониу Карлосом Жобином, авторы слов указаны ниже.
1. «She’s a Carioca» (Винисиус ди Морайс, Рэй Гилберт) — 2:38
2. «Água de Beber» (Винисиус ди Морайс, Норман Гимбел) — 2:29
3. «Surfboard» — 2:24
4. «Useless Landscape» (Рэй Гилберт, Алойзиу ди Оливейра) — 2:18
5. «Só Tinha de Ser Com Você» (Алойзиу ди Оливейра) — 2:29
6. «A Felicidade» (Винисиус ди Морайс) — 2:07
7. «Bonita» (Джин Лис) — 2:09
8. «Favela» (Винисиус ди Морайс) — 2:37
9. «Valsa de Pôrto das Caixas» — 3:22
10. «Samba do Avião» — 2:13
11. «Por Toda a Minha Vida» (Винисиус ди Морайс) — 1:51
12. «Dindi» (Рэй Гилберт, Алойзиу ди Оливейра) — 2:35

## Участники записи
- Аранжировка, дирижёр — Нельсон Риддл
- Гитара, фортепиано — Антонио Карлос Жобим

## Чарты
| Чарт (1965)                     | Высшая позиция |
| ------------------------------- | -------------- |
| США (Billboard Top LP’s)        | 57             |
| США (Record World Top 100 LP’s) | 82             |